# Andrainjato
Andrainjato – gmina wiejska (kaominina) na Madagaskarze, w regionie Haute Matsiatra, w dystrykcie Ambalavao. W 2001 roku zamieszkana była przez 6200 osób. Siedzibę administracyjną stanowi Andrainjato. Jest jedną z 17 gmin dystryktu.
Na obszarze gminy funkcjonuje m.in. szkoła pierwszego stopnia. 98% mieszkańców trudni się rolnictwem, 1% pracuje w sektorze hodowlanym, 1% w usługach. Produktami o największym znaczeniu dla lokalnej gospodarki są ryż, tytoń oraz cebula.
Przed wprowadzeniem nowego podziału administracyjnego Madagaskaru w 2007 r. gmina znajdowała się w prowincji Fianarantsoa.
Gmina położona jest w strefie czasowej UTC+03:00.